# Chantraine
Chantraine település Franciaországban, Vosges megyében. Lakosainak száma 3201 fő (2022. január 1.). Chantraine Golbey, Renauvoid, Épinal és Les Forges községekkel határos.

## Népesség
A település népességének változása:
| Lakosok száma | 3158 | 3153 | 3277 | 3212 | 3205 | 3197 | 3190 | 3177 | 3201 |
|               | 2013 | 2015 | 2016 | 2017 | 2018 | 2019 | 2020 | 2021 | 2022 |